# Standardni prilet v terminal
Standard terminal arrival route - STAR ali Standard terminal arrival (standardni prilet v terminal) - je letalska procedura, ki jo uporabljajo letala, ko priletijo pod instrumentalnimi pravili (IFR) do letališkega terminala. STAR se po navadi začne na zadnji točki rute in konča pri točki IAF (Initial Approach Fix). Od te točke naprej sledi precizni ali neprecizni prilet na pristajalno stezo.
V praksi se ne vedno uporablja STAR, kontrolor letenja lahko vektorira (usmerja) letalo od točke IAF. S tem lahko skrajša prilet in prihran na času in gorivu.